# Lamprolophus
Lamprolophus is een geslacht van vlinders van de familie roestmotten (Heliodinidae), uit de onderfamilie Orthoteliinae.

## Soorten
- L. dentifera Walsingham, 1909
- L. lithella Busck, 1900
- L. marginata Walsingham, 1891
- L. obolarcha Meyrick, 1909
- L. xanthocephala (Walsingham, 1909)